# Заканале (Люблінське воєводство)
Заканале (пол. Zakanale) — село в Польщі, у гміні Константинів Більського повіту Люблінського воєводства. Населення — 369 осіб (2011).

## Історія
За даними етнографічної експедиції 1869—1870 років під керівництвом Павла Чубинського, у селі проживали лише греко-католики, які розмовляли українською мовою.
У 1917—1918 роках у селі діяла українська школа, відкрита 21 серпня 1917 року, у якій навчалося 24 учні, учитель — К. Музир.
У 1921 році село входило до складу гміни Заканале Костянтинівського повіту Люблінського воєводства Польської Республіки.
У 1975—1998 роках село належало до Білопідляського воєводства.

## Населення
Станом на 10 вересня 1921 року в селі налічувалося 54 будинки та 352 мешканці, з них:
- 161 чоловік та 191 жінка;
- 144 православні, 200 римо-католиків, 8 юдеїв;
- 96 українців, 247 поляків, 8 євреїв, 1 особа іншої національності.

Демографічна структура станом на 31 березня 2011 року:
|          | Загалом | Допрацездатний вік | Працездатний вік | Постпрацездатний вік |
| -------- | ------- | ------------------ | ---------------- | -------------------- |
| Чоловіки | 179     | 40                 | 126              | 13                   |
| Жінки    | 190     | 47                 | 114              | 29                   |
| Разом    | 369     | 87                 | 240              | 42                   |